# Cyrtarachne grubei
Espèce
Synonymes
- Cyrtogaster grubii Keyserling, 1864

Cyrtarachne grubei est une espèce d'araignées aranéomorphes de la famille des Araneidae.

## Distribution
Cette espèce est endémique de l'île Maurice.

## Publication originale
- Keyserling, 1864 : Beschreibungen neuer und wenig bekannter Arten aus der Familie Orbitelae Latr. oder Epeiridae Sund. Sitzungsberichten der Isis zu Dresden, vol. 1863, p. 63-98 & 119-154.